# Jan Frederik Veldkamp
Jan Frederik Veldkamp (31 de marzo de 1941 - 12 de noviembre de 2017) fue un botánico y destacado agrostólogo neerlandés.
Se educó en la Universidad de Leiden, donde recibió su Ph.D. en 1973. Desde 1967 es miembro del Herbario Rijksherbarium, Leiden, a cargo de la Sección Gramíneas de Malasia. Realizó una expedición botánica a Nueva Guinea, y luego permaneció en Indonesia (principalmente Bogor) hasta septiembre de 1972.

## Algunas publicaciones
- Veldkamp, jf. 1973. A revision of Digitaria Haller (Gramineae) in Malesia Notes on Malesian grasses VI, door Jan Frederik Veldkamp. Blumea 21 ( 1 )

- ---------------. 1973. A Botanical Expedition to Mt. Suckling (Goropu Mountains), Papua - New Guinea, 1972. 22 pp.

- ---------------. 1984. History of geophysical research in the Netherlands and its former overseas territories. Verhandelingen Der Koninklijke Nederlandse Akademie Van Wete 32. EditorNorth-Holland Pub. Co. 139 pp. ISBN 0-444-85615-3

- ---------------, msm Sosef. 1998. A proposal regarding isonyms. 	Taxon 47 : 491-492

- ---------------. 2002. Revision of Eragrostis (Gramineae, Chloridoideae) in Malesia. Blumea 47: 157-204

- dirk onno Wijnands, johannes Heniger, jan frederik Veldkamp. 2003. Houttuyn's Herbarium in Geneva. 32 pp.

- ming-jer Jung, jan frederik Veldkamp, chang-sheng Kuoh. 2008. Notes on Eragrostis Wolf (Poaceae) for the Flora of Taiwan. Taiwania 53 (1 ): 96-102

- o. Neamsuvan, t. Seelanan, j.f. Veldkamp. 2010 (“2009”). Chrysopogon gryllus (Gramineae), a new record for Thailand. Thai For. Bull. 37: 107-110

- i.m. Turner, j.f. Veldkamp. 2012. William Roxburgh’s Eye plant and its relevance in the nomenclature of Phaeanthus Hook. f. & Thomson (Annonaceae). Kew Bull. 66: 1-8

## Honores

### Eponimia
Género
- (Poaceae) Veldkampia Ibaragi & Shiro Kobay.[4]

Especies (9)
- (Melastomataceae) Sonerila veldkampiana Ratheesh, Mini & Sivad.[5]

- (Poaceae) Digitaria veldkampiana B.K.Simon[6]

- (Orchidaceae) Bulbophyllum veldkampii J.J.Verm. & P.O'Byrne[7]

- (Oxalidaceae) Biophytum veldkampii A.E.S.Khan, E.S.S.Kumar, S.Binu & Pushp.[8]
- La abreviatura «Veldkamp» se emplea para indicar a Jan Frederik Veldkamp como autoridad en la descripción y clasificación científica de los vegetales.[9]